# The Washington Times
The Washington Times és un periòdic publicat a Washington. Va ser fundat l'any 1982 com una alternativa conservadora al Washington Post pels membres de l'Església de la Unificació.

## Relació amb l'Església d'Unificació
Església de la Unificació i el reverent Sun Myung Moon són els veritables fundadors del diari The Washington Times.
Molts creuen que la creació del Washington Times és per l'Església d'Unificació una manera de guanyar influència política a Washington. The Washington Times era també el diari favorit del President Ronald Reagan.
Encara que la propietat és de l'Església d'Unificació, el diari al·lega la seva independència de l'Església, i també es jacta que no propaguen directament les ensenyances de l'Església. A més de donar suport a diverses organitzacions cristianes conservadores, s'ocupa d'altres qüestions com la llibertat religiosa per a tota la comunitat cristiana, la no ingerència governamental en la vida familiar, excepte per descoratjar la formació de les famílies gais, la lluita contra la pornografia infantil i altres violacions dels valors que són els seus.

## Independència editorial
Els crítics han argumentat que The Washington Times era de fet la veu de l'Església d'Unificació, i va assenyalar que les pàgines del diari estan sovint d'acord amb les seves accions.
Malgrat alguns reporters del diari han intentat demostrar la seva independència enfront de l'església, el seu fundador a fet declaracions que posen en dubte aquesta qüestió. Una vegada el reverend Moon va declarar que "The Washington Times" era un instrument per difondre la paraula de Déu en el món".